# Pedicia (Pedicia) magnifica
Pedicia (Pedicia) magnifica is een tweevleugelige uit de familie Pediciidae. De soort komt voor in het Nearctisch gebied.